# Kirghizoleon cubitalis
Kirghizoleon cubitalis là một loài côn trùng trong họ Myrmeleontidae thuộc bộ Neuroptera. Loài này được Krivokhatsky & Zakharenko miêu tả năm 1994.